# Speyerer Stuhlbruderschaft

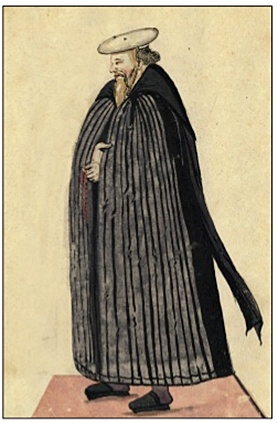
Speyerer Stuhlbruder um 1550

Die Speyerer Stuhlbrüder waren eine im Speyerer Dom angesiedelte Laiengemeinschaft, mit der Aufgabe des Gebets für die dort beigesetzten Herrscher.

## Geschichte

### Vorgeschichte
Der Speyerer Dom ist die Grablege von acht deutschen Königen bzw. Kaisern und drei Kaiserinnen. Von Anfang an bildete das Memorialwesen einen wichtigen Bestandteil für die Kathedrale, das Domkapitel und die Bürgerschaft. Schon im Bürgerprivileg von 1111, erlassen anlässlich der feierlichen Beisetzung von Kaiser Heinrich IV., forderte dessen Sohn Heinrich V. von den Speyerer Einwohnern „dass sie sich alle zum Jahresgedächtnis unseres Vaters feierlich zu den Nachtgottesdiensten und zur Tagesmesse versammeln, Kerzen in den Händen tragen und von jedem Haus ein Brot als Almosen abgeben, das den Armen zugewandt werden soll.“

### Die Gemeinschaft

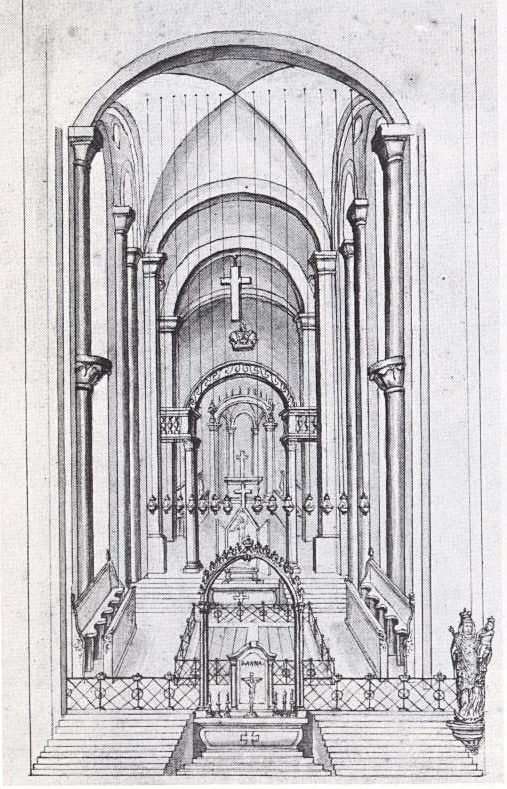
Johannes Ruland: Speyerer Dom, innen, um 1780. Mittig die Herrschergräber im Bereich des heutigen Volkschors, rechts und links davon das Gestühl der Stuhlbrüder.

Der genaue Gründungszeitpunkt der Stuhlbrüdergemeinschaft ist ungeklärt. Urkundlich tritt sie erstmals 1212 auf und wurde im Jahr 1803 im Zuge der Säkularisation als Folge der Französischen Revolution aufgelöst. Es handelte sich um eine Gemeinschaft von Laien, die täglich im Dom für die hier bestatteten Herrscher beten musste. Die Brüder saßen dabei westlich der Vierung im Kirchenschiff, in Chorstühlen, links und rechts der Gräber (die überwölbte Gruft gab es damals noch nicht), wovon sich auch ihr Name „Stuhlbrüder“ ableitete.
Ihr Vorsteher war der vom Bischof zu ernennende Stuhlbrüderpropst, der ein Geistlicher des Domkapitels sein musste. Dieser Propst hatte das Präsentationsrecht inne, wobei über das Ernennungsrecht zeitweise Streitigkeiten zwischen Kaiser und Bischof herrschten, die schließlich zugunsten des Letzteren entschieden wurden. Als Stuhlbruder konnte jede ehrenhafte Person von mindestens 24 Jahren, adeliger oder nichtadeliger Herkunft, angenommen werden. Sie durften im Ehestand leben, sich jedoch beim Tod der Frau nicht wiederverheiraten. Die Brüder lebten von Almosen und von einer geringen Besoldung aus den für sie vorhandenen Stiftungsgütern, wovon sich das bedeutendste in Mutterstadt befand, ein Geschenk ihres ehemaligen Propsts Werner von Bolanden († 1324). Es handelte sich ursprünglich um zwölf, nach 1689 nur noch um vier Personen. Bis um 1400 gehörten der Gemeinschaft auch Frauen, die sogenannten „Stuhlschwestern“, an.
Die Stuhlbrüder trugen eine schwarze Chorkutte und eine weiße, später eine schwarze Haube, die schließlich durch einen ledernen Hut ersetzt wurde. Zur Unterscheidung von den Geistlichen sollten sie einen Bart tragen.

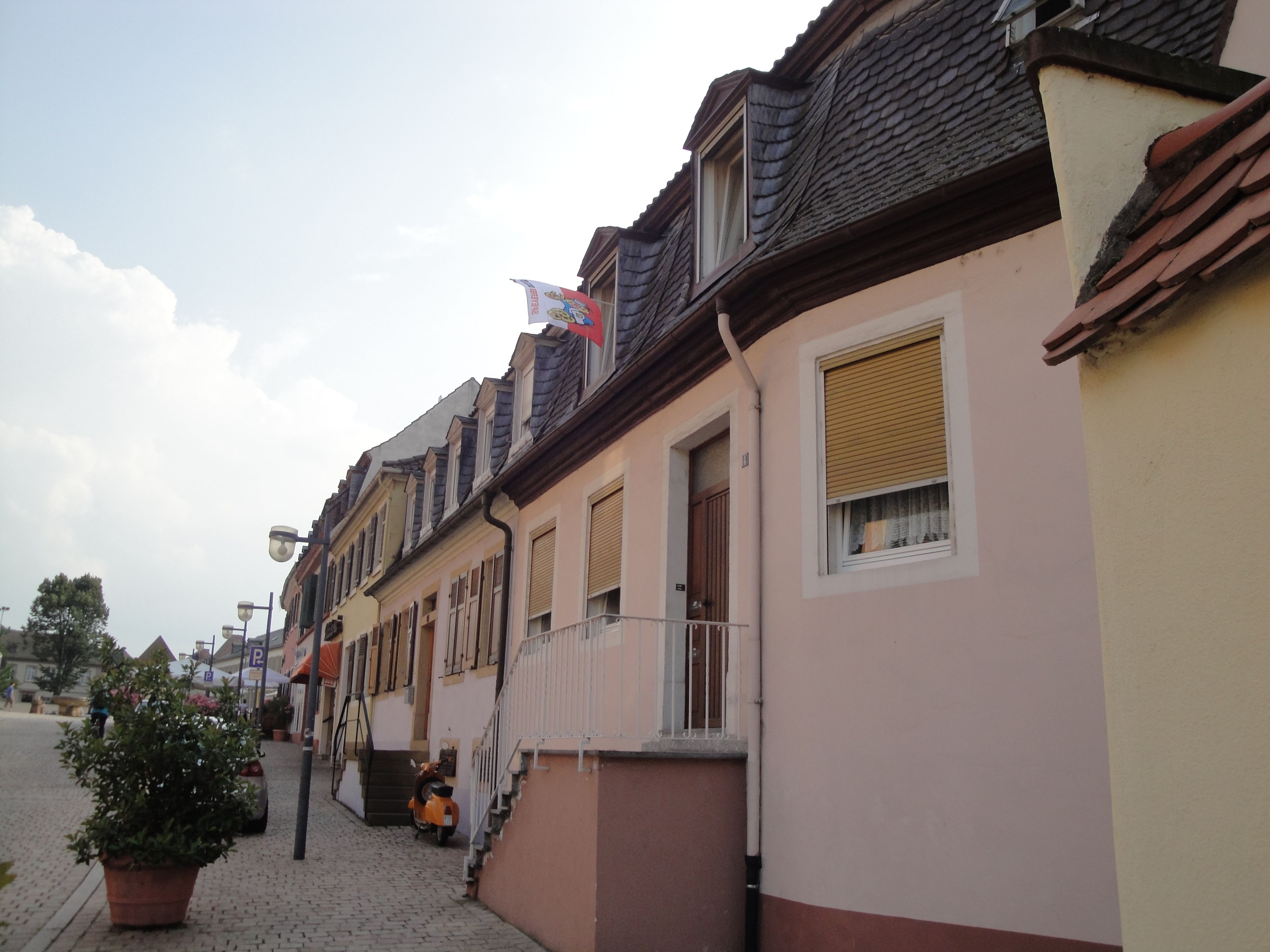
Die erhaltenen Stuhlbrüderhäuser in der Speyerer Stuhlbrudergasse

Die Stuhlbrüder mussten täglich zu sieben Zeiten im Dom erscheinen und insgesamt etwa 200 Vaterunser und ebenso viele Ave Maria beten. Darüber hinaus versahen sie auch Ministranten- bzw. Sakristandienste. Sie hatten den Priestern bei den täglichen Gottesdiensten zu dienen, die verschiedenen Altäre in schönem Zustand zu halten, sowie die Messgewänder aufzubewahren und herzurichten. Die Vereinigung führte zeitweise ein eigenes Seelbuch, das 2015 in Buchform publiziert wurde. Die Mitglieder lebten nahe des Doms, in kleinen, separaten Häuschen, in der heutigen Stuhlbrudergasse; vier davon sind erhalten.
Bei der Einäscherung von Speyer 1689 rettete der bischöfliche Statthalter (und spätere Fürstbischof) Heinrich Hartard von Rollingen, zusammen mit Stuhlbruder Aegidius Graff, unter eigener Lebensgefahr, das Gnadenbild der Patrona Spirensis aus dem brennenden Dom.
Nach Angaben des Diözesanhistorikers Franz Xaver Remling erfolgte 1799 und 1801 unter Bischof Philipp Franz Wilderich Nepomuk von Walderdorf jeweils noch eine Stuhlbruderernennung vom rechtsrheinischen Bruchsal aus. Hierbei dürfte es sich jedoch nur um reine Nominalernennungen gehandelt haben – wohl im Hinblick auf eine erhoffte Restauration des Bistums im linksrheinischen Bereich – da die Gemeinschaft zu dieser Zeit im Speyerer Dom nicht mehr wirken konnte. Der letzte ehemalige Stuhlbruder starb 1821.
Die Speyerer Gruppe des Kartellverbands katholischer deutscher Studentenvereine (KV) benennt sich nach den Stuhlbrüdern.